# Eugenio Prati (scultore)

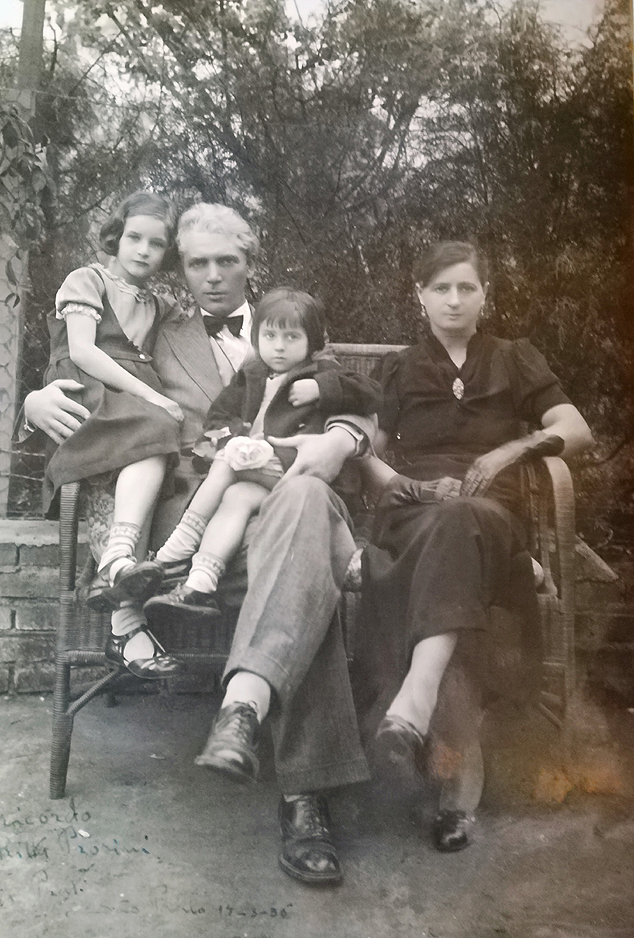

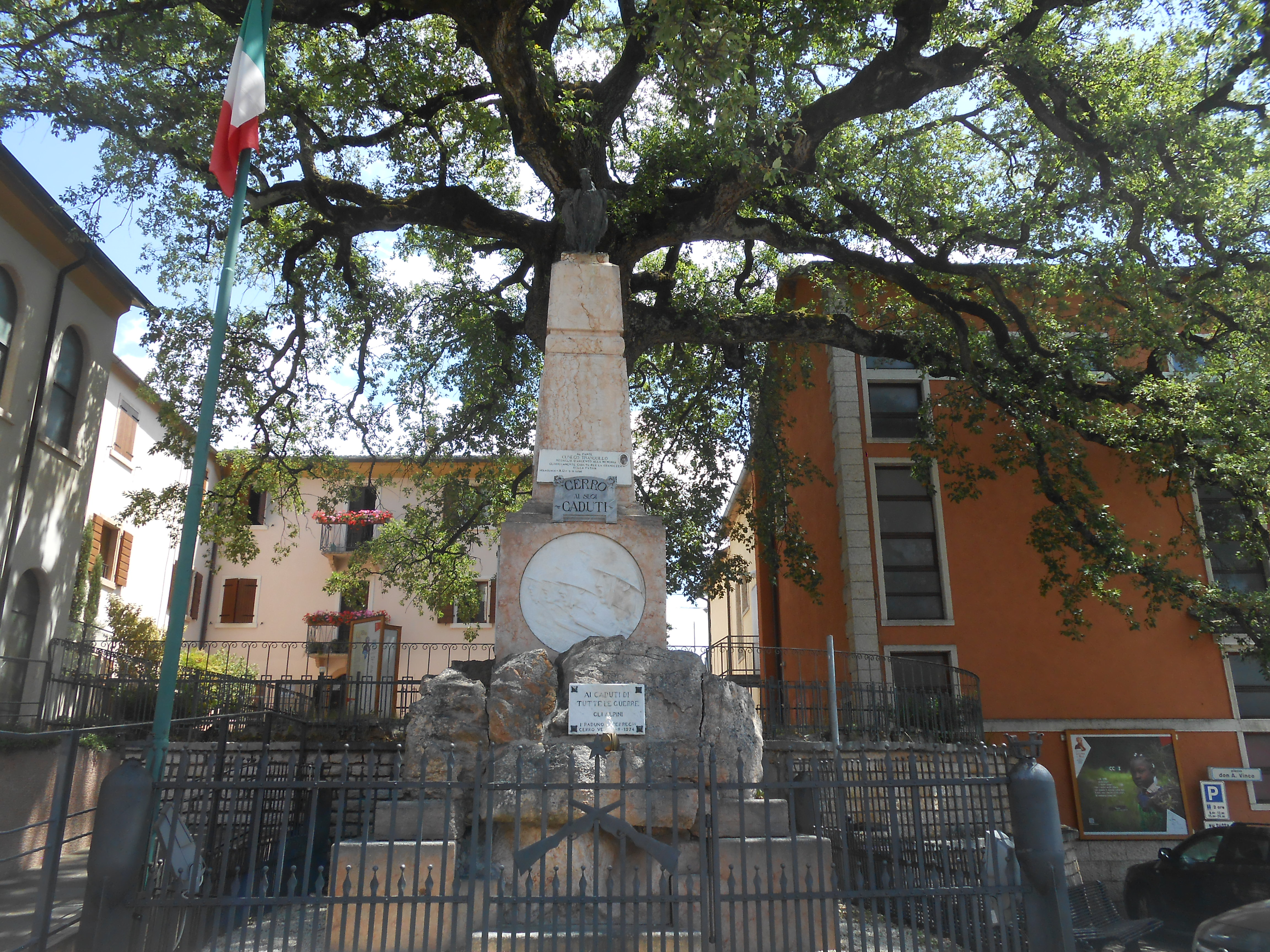
Il suo monumento ai caduti, inaugurato l'8 ottobre 1922, sotto la quercia centenaria simbolo della nativa Cerro Veronese

Eugenio Prati (Cerro Veronese, 7 settembre 1889 – San Paolo, 22 novembre 1979) è stato uno scultore e pittore italiano naturalizzato brasiliano.

## Biografia
Nacque a Cerro Veronese in contrada Bertin da Marcello e Arcangela Grossule. Il padre era fabbro e direttore della banda musicale del paese, mentre il fratello Celeste aveva una bottega d'arte funeraria. A dodici anni si trasferì con la famiglia a Verona. Si diplomò presso il patronato operaio "Stimate" di Verona nel 1907 in disegno e in arti plastiche nel 1910. Dal 1910 al 1914 frequentò l'Accademia di belle arti Gian Bettino Cignaroli di Verona dove ebbe come maestri lo scultore Egidio Girelli e il pittore Carlo Donati. Partecipò alla prima guerra mondiale.
A Verona strinse amicizia con un gruppo di letterati, pittori e scultori quali Angelo Zamboni, Ettore Beraldini, Guido Trentini, Giuseppe Zancolli, Antonio Nardi, Gino Rossi, Alessandro Zenatello e Pino Casarini. Nacque in questo periodo l'amicizia con il poeta Lionello Fiumi, che si protrasse fino al 1973. Negli anni 1917 e 1918 collaborò alla rivista "Antologia della Diana" di Gherardo Marone, pubblicata a Napoli. Tra il 1923 e il 1925 gli furono commissionati numerosi monumenti ai caduti in provincia di Verona, opere che in molti casi portò a compimento in collaborazione con Egisto Zago.
Nel 1926 emigrò in Brasile e si stabilì a San Paolo, dove si sposò ed ebbe due figlie. Si dedicò quasi esclusivamente alla scultura funeraria ispirandosi ai modelli preferiti dalla borghesia genovese alla fine del XIX secolo. Eseguì su commissione alcune sculture nei cimiteri di San Paolo, Araçá e Consolação.
Nel 1932 vinse un concorso per la decorazione le tombe dei caduti della rivoluzione costituzionalista del 1932. Nel 1935 e nel 1936 fece parte della Commissione di selezione del Salão Paulista de Belas Artes. Negli ultimi anni della sua vita abbandonò l'arte funeraria dedicandosi completamente allo studio, rinunciando a esporre le sue opere.

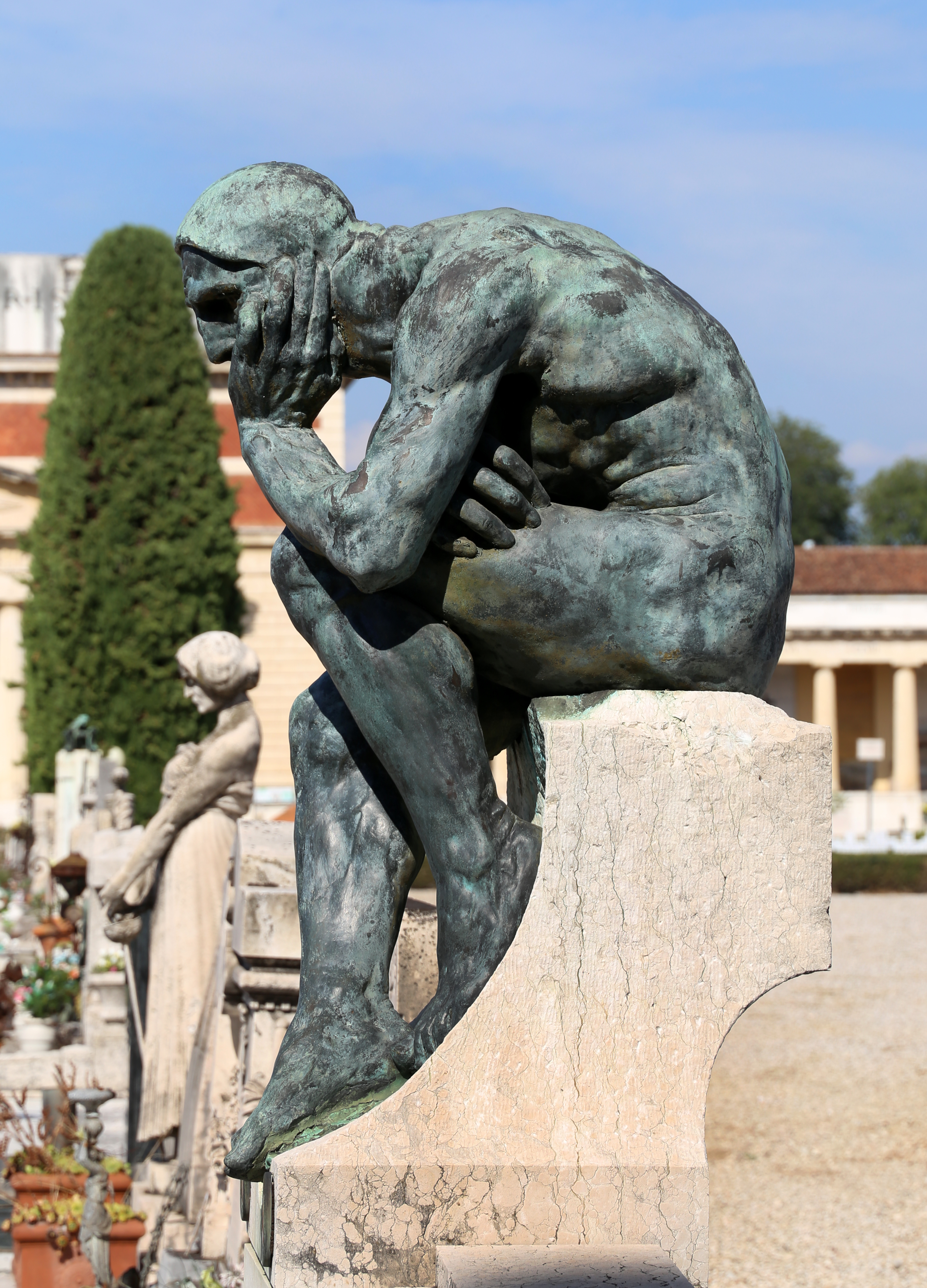
Eugenio Prati, monumento sartori, 1925, con pensatore ispirato a rodin, 03

## Caratteristiche della produzione artistica
“Eugenio Prati si inserisce nell’avanguardia artistica veronese degli anni Venti con un linguaggio assolutamente individuale, a tratti percorso da un umorismo tetro e doloroso, difficilmente collocabile in una corrente codificata”.
Egli “iniziò a seguire molto presto la propria vocazione di scultore creando i primi gessi e i primi disegni, subito ritenuti un attentato alle "Belle Arti" per la loro eccentricità d'avanguardia; Lionello Fiumi parla espressamente di "arte pratiana", riconoscendola agli antipodi dell'arte greca, anti-accademica e piuttosto ricca di spunti espressionistici e di intenso contenuto spirituale. I volti dei suoi conterranei, come lui figli della montagna, restarono sempre nella sua fantasia e nella sua opera: figure tozze e sgraziate, dai lineamenti spropositati e dagli occhi vitrei. Ma la deformazione dei suoi personaggi divenne presto lirica espressione di una precisa dimensione interiore e rivelazione di sofferenza, fatica, sarcasmo, allucinazione, tutti elementi primordiali dell'uomo, esemplificati attraverso sculture, pitture e disegni fatti di silenzio, di capelli scomposti, di sguardi dolenti e vuoti, di miseria e paradosso, di muti colloqui ed angosciosi smarrimenti” 
I disegni realizzati attorno al 1913 quando l’artista ancora frequentava l’Accademia 
“dichiarano espressamente influenze della Secessione viennese, arrivate attraverso Felice Casorati e Gino Rossi [...] Prati fu un precursore […] capace di sviluppare un linguaggio autonomo, assolutamente moderno. Egli adotta la linea sintetica ed elegante di Wildt, conosce, attraverso Martini, il Futurismo e il relativo dinamismo della forma, ma finisce per esprimere una cifra personalissima che si connota, nelle sculture in bronzo, gesso, creta e nei disegni resi quasi evanescenti per l’uso del bistro, come un linguaggio ‘antigrazioso’, deformante, allucinato, che scava per arrivare ad una sorta di ‘universalità espressiva’, ottenuta ‘riducendo’, anche grazie all’uso della monocromia.
L’artista, che gestiva con il fratello Celeste un’azienda di marmi specializzata in arte funeraria a Tombetta, un quartiere di Verona, realizzò tra il 1916 e il 1925  alcuni significativi monumenti funebri per il Cimitero monumentale di Verona 
Tra il 1922 e il 1925 realizzò con la collaborazione del fratello e di Egisto Zago numerosi monumenti ai Caduti nella provincia di Verona. Tali opere “nulla hanno a che vedere con le linee semplici delle più celebri sculture di Prati come “Noviziato” o “Gioia claustrale”. Il motivo di tale distanza […] sta probabilmente nelle richieste della committenza e nella consapevolezza dell’artista della difficoltà dell’ambiente veronese di comprendere il suo singolarissimo linguaggio".
Una volta emigrato “l'artista [recepì] gli stimoli delle avanguardie artistiche dell'America Latina e  [mantenne] la predilezione per soggetti di umile estrazione sociale. Le figure hanno le membra inferiori ingigantite, gli sguardi dilatati e penetranti tuttavia lo stile sembra essersi ammorbidito rispetto alle opere giovanili”
In Brasile “continuerà la sua carriera di scultore e di pittore, occupandosi prevalentemente di scultura cimiteriale: ‘opere fatte per i morti, vivendo sempre con l’illusione di farne per i vivi’" come scrive in una lettera a Fiumi.

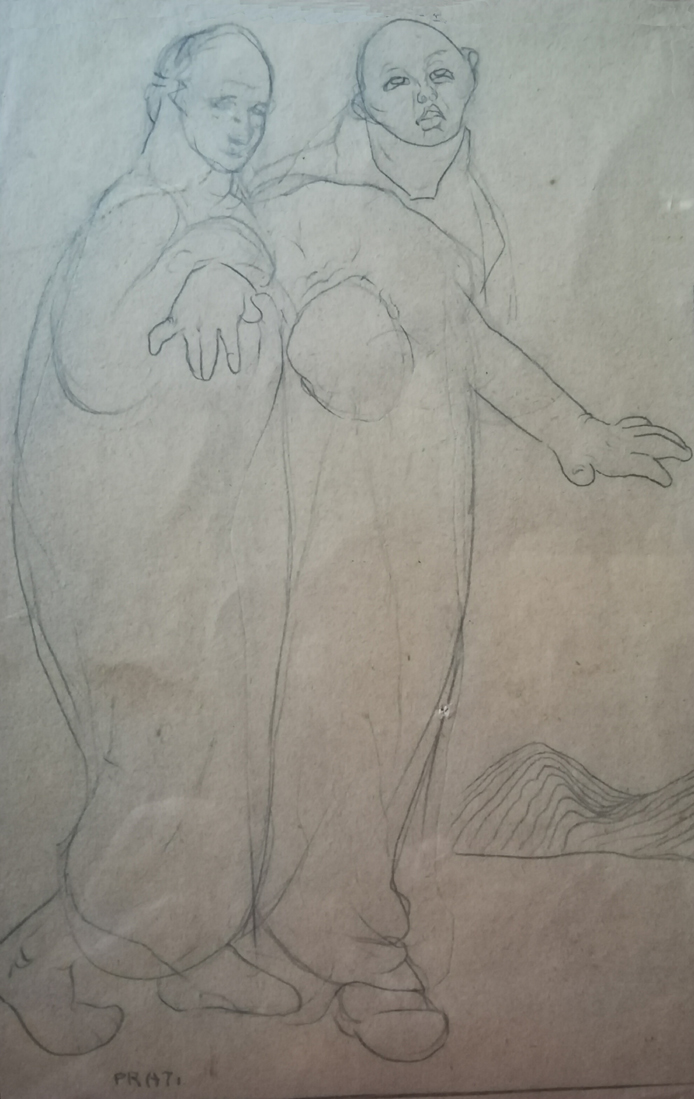
Eugenio Prati, L'ubriaco, disegno a matita

## Esposizioni
- 1920 - Venezia - XII Esposizione Internazionale d'Arte della città di Venezia
- 1922 - Berlino - Mostra futurista
- 1924 - Venezia - XIV Esposizione Internazionale d'Arte della città di Venezia
- 1918 - Verona  - I, II, III Esposizione “Pro Assistenza Civica”
- 1918 - Torino  - Esposizione delle Tre Venezie
- 1919 - Verona  - Esposizione cispadana degli artisti soldati e congedati
- 1919 - Torino  - Quadriennale d'arte nazionale
- 1920-1921 - Ginevra - Exposition Internationale d'Art Moderne[10]
- 1921 - Verona  -  XXXVII Esposizione d’arte della Società Belle Arti di Verona
- 1925 - Verona  - Mostra nazionale umoristica
- 1926 - Padova  - IV Esposizione d’arte delle Tre Venezie
- 1927 - São Paulo - Personale
- 1950 - Verona  - Mostra di due secoli, Accademia Cignaroli e Scuola Brenzoni
- 1967 - Firenze - Palazzo Strozzi
- 1970 - São Paulo - Personale - Galeria do Teatro Itália
- 1971 - Verona - Verona anni Venti
- 1974 - São Paulo - Museo de Arte Contemporanea

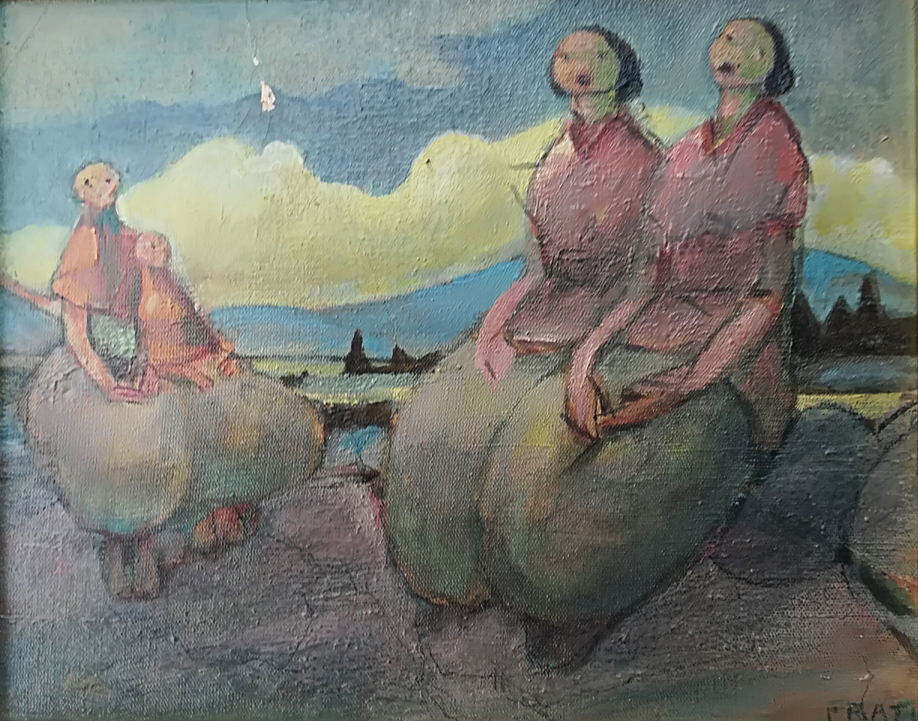
Eugenio Prati, Canção antiga, tempera (con applicazione di vernice trasparente)

- 1975 - Cerro veronese - Personale
- 1995 - Cerro veronese - Personale

## Musei che ospitano i lavori dell'artista
- Verona - Biblioteca Civica[11]
- Verona - Galleria d'arte moderna "Achille Forti"
- São Paulo - Museu de arte contemporânea, Universidade São Paulo[12]